# 8529 Sinzi
A 8529 Sinzi (ideiglenes jelöléssel 1992 UH2) a Naprendszer kisbolygóövében található aszteroida. Endate Kin és Vatanabe Kazuró fedezte fel 1992. október 19-én.